# Duque de Gordon
Duque de Gordon é um título nobiliárquico criado no Pariato da Escócia e no Pariato do Reino Unido.
O Ducado, nomeado após o Clã Gordon, foi primeiramente criado para o 4.º Marquês de Huntly, em 3 de novembro de 1684, sendo intitulado de Duque de Gordon, Marquês de Huntly, Conde de Huntly e Enzie (todos os três já pertenciam a ele em decorrência de uma criação anterior), Visconde de Inverness, de Lorde Strathaven, Balmore, Auchindoun, Garthie e Kincardine. Em 2 de julho de 1784, Alexandre Gordon, 4.º Duque de Gordon recebeu o titulo de Conde de Norwich, no Condado de Norfolk, e Barão Gordon, de Huntley no Condado de Gloucester, no Pariato da Grã-Bretanha. A família principal residia no Castelo de Gordon. O ducado foi extinto em 1836 junto de todos os outros titulos criados em 1684 e 1784.
A maior parte das posses de Gordon passaram para o filho da irmã mais velha do quinto duque, Carlos Gordon-Lennox. Em 1876, o filho dele, o 6.° Duque, recebeu o Duque de Gordon, no Castelo de Gordon na Escócia, e Conde de Kinrara, no Condado de Inverness. Além do mais, o duque possui quarto ducados, mais que qualquer pessoa no reino.

## Duques de Gordon, primeira criação (1684)
Outros titulos: Marquesa de Huntly (1599), Marquesa de Huntly (1684), Conde de Huntly (1445),Conde de Enzie (1599), Conde de Huntly e Enzie e Visconde de Inverness (1684), Lorde Gordon de Badenoch (1599) e Lorde Badenoch, Lochaber, Strathavon, Balmore, Auchidon, Garthie e Kincardine (1684)
- George Gordon, 1.º Duque de Gordon (1649–1716)

- Alexander Gordon, 2.º Duque de Gordon (c. 1678–1728), único filho do primeiro duque.
- Cosmo George Gordon, 3.º Duque de Gordon (c. 1720–1752), filho mais velho do Segundo duque

Outros titulos: Conde de Norwich e Barão Gordon de Huntly, no Condado de Gloucester (GB, 1784) e Barão Mordaunt (En, 1529)
- Alexander Gordon, 4.º Duque de Gordon (1743–1827), filho mais velho do terceiro duque
- George Gordon, 5.º Duque de Gordon (1770–1836), filho mais velho do quarto duque

## Duques de Gordon, segunda criação (1876)
Outros Títulos: Duque de Richmond (1675), Duque de Lennox (1675), Conde de March (1675), Conde de Darnley (1675), Conde de Kinrara, no condado de Inverness (1876), Barão de  Settrington, no condado de York (1675) e Lorde de Torboulton (1675)
- Charles Gordon-Lennox, 6.° Duque de Richmond, 6.° Duque de Lennox, 1.° Duque de Gordon (1818–1903), filho mais velho do 5.° Duque de Richmond
- Charles Gordon-Lennox, 7.° Duque de Richmond, 7.° Duque de Lennox, 2.° Duque de Gordon (1845–1928), filho mais velho do 1.° Duque
- Charles Gordon-Lennox, 8.° Duque de Richmond, 8.° Duque de Lennox, 3.° Duque de Gordon (1870–1935), filho mais velho do 2.° Duque
  - Charles Gordon-Lennox, Lord Settrington (1899–1919), filho mais velho do 3.° Duque
- Frederick Gordon-Lennox, 9.° Duque de Richmond, 9.° Duque de Lennox, 4.° Duque de Gordon (1904–1989), segundo filho do 3.º Duque
- Charles Gordon-Lennox, 10.º Duque de Richmond, 10.° Duque de Lennox, 5.° Duque de Gordon (1929–2017), filho mais velho do 4.° Duque
- Charles Gordon-Lennox, 11.º Duque de Richmond, 11.° Duque de Lennox, 6.° Duque de Gordon (n. 1955), único filho do 5.º Duque
  - Herdeiro Aparente: Carlos Gordon-Lennox, Conde de March e Kinrara (b. 1994), filho mais velho do 6.º Duque.